# Josef Motzfeldt

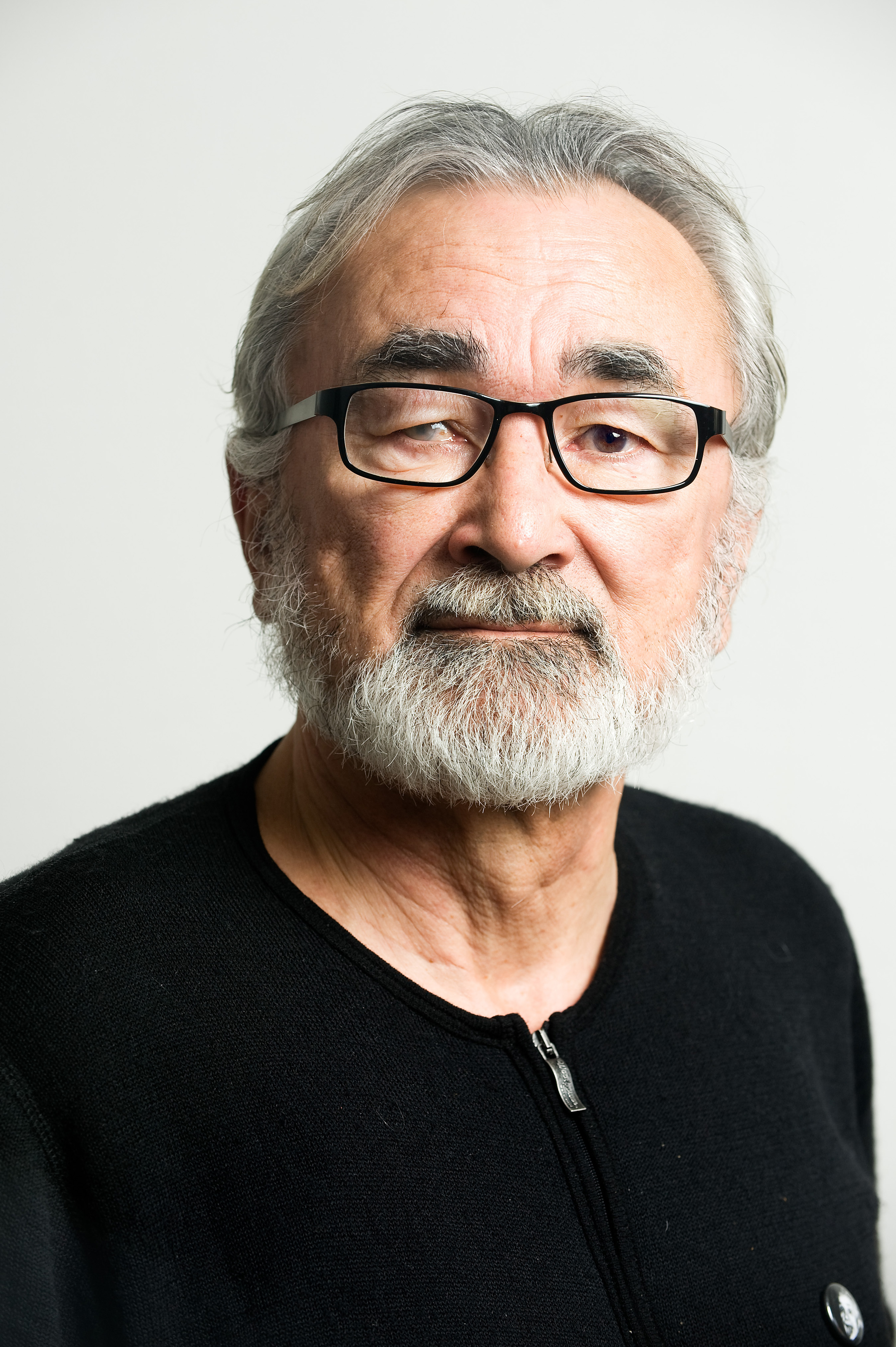
Josef Motzfeldt (2009)

Josef „Tuusi“ Motzfeldt (* 24. November 1941 in Igaliku) ist ein grönländischer Politiker (Inuit Ataqatigiit) und Lehrer.

## Leben

### Frühe Jahre
Josef Motzfeldt ist der Sohn des Schäfers Abraham Peter Samuel Timæus Motzfeldt (1910–1971) und Marie Augusta Gure Kleist (1912–1984). Sein Großonkel war Hans Motzfeldt (1881–1921). Josef Motzfeldt ist mit Vivi Egede verheiratet, einer Enkelin von Jørgen Chemnitz (1890–1956) und Kathrine Josefsen (1894–1978). Josef und Vivi haben drei Töchter und einen Sohn, darunter die Tochter Nukâka (* 1971), eine Schauspielerin, die mit dem dänischen Schauspieler Nikolaj Coster-Waldau (* 1970) verheiratet ist. Vivian Motzfeldt (* 1972) ist seine Nichte.
Josef Motzfeldt genoss eine Ausbildung zum Lehrer, die er 1969 in Hjørring abschloss, und war schließlich von 1972 bis 1984 als Lehrer und Vizeschulinspektor in Uummannaq tätig. Ende der 1970er Jahre erblindete er plötzlich auf dem einen Auge.

### Erste Jahre in der Politik
Josef Motzfeldt ließ sich erstmals bei der Landesratswahl 1975 aufstellen, unterlag aber Severin Johansen. Bei der Folketingswahl 1981 kandidierte er als Zweiter Stellvertreter von Aqqaluk Lynge für die Inuit Ataqatigiit. Bei der Parlamentswahl 1983 kandidierte er im Wahlkreis Uummannaq als einziger Kandidat der Inuit Ataqatigiit, wurde aber nicht gewählt. Bei der Folketingswahl 1984 war er Erster Stellvertreter von Mike Siegstad.
Bei der Parlamentswahl 1984 war er Erster Stellvertreter von Jens Geisler im Wahlkreis Diskobucht. Nach der Wahl wurde er zum Minister für Berufsbildung im Kabinett Motzfeldt III ernannt und war damit zusammen mit Aqqaluk Lynge einer der ersten beiden Minister seiner Partei.
1987 kandidierte er wieder selbst, diesmal in seinem Heimatwahlkreis Südgrönland, und wurde erstmals ins Inatsisartut gewählt. Anschließend wurde er zum Minister für Handel und Berufsbildung im Kabinett Motzfeldt IV ernannt. Im September 1987 kam es zu einer größeren Kabinettsumbildung und Josef Motzfeldt wurde Minister für Handel, Verkehr und Jugend. Nachdem er Anfang 1988 wegen Alkohol am Steuer verurteilt worden war, wurde er am 12. April 1988 durch ein Misstrauensvotum aus dem Parlament gewählt und durch seinen Stellvertreter Aqqalukasik Kanuthsen ersetzt. Er schied auch als Minister aus und wurde durch Johanne Petrussen ersetzt. Nur einen Monat später kandidierte er bei der Folketingswahl 1988, wurde aber wieder nicht gewählt. Bei der Kommunalwahl 1989 wurde er für vier Jahre in den Rat der Gemeinde Nuuk gewählt. Dafür wurde er bei der Folketingswahl 1990 wie auch zwei Jahre zuvor wieder nicht gewählt.
1983 war er Drehbuchautor des Films Tukuma. Von 1988 bis 1991 war er Informationschef bei KNI.

### Zeit als Parteivorsitzender
Von 1995 bis 1997 war er Leiter der Schafzüchterschule in Upernaviarsuk.
Bei der Parlamentswahl 1991 wurde er wieder für die Inuit Ataqatigiit ins Inatsisartut gewählt. Bei der Folketingswahl 1994 kandidierte er nur als Erster Stellvertreter von Kiista Lynge Høegh. Im November 1994 wurde er zum Parteivorsitzenden der Inuit Ataqatigiit ernannt, wobei die Entscheidung wegen Stimmengleichstand zwischen ihm und Kuupik Kleist nur durch Losentscheid zustande kam.
Bei der Parlamentswahl 1995 wurde er erneut ins Parlament gewählt. Bei der Folketingswahl 1998 kandidierte er wieder erfolglos.
Auch bei der Parlamentswahl 1999 erhielt er wieder einen Platz im Inatsisartut. Nach der Wahl wurde er im Februar 1999 zum Minister für Wirtschaft und Handel im Kabinett Motzfeldt VII ernannt, gab das Handelsressort aber im September 2001 an Regierungschef Jonathan Motzfeldt ab. Im Dezember 2001 trat die Inuit Ataqatigiit aus der Regierung zurück, da sie mit dem neuen Vorsitzenden der Siumut, Hans Enoksen nicht zufrieden war, und Josef Motzfeldt schied als Minister aus.
Bei der Wahl 2002 wurde Josef Motzfeldt erneut wiedergewählt und ging nach der Wahl im Dezember 2002 eine Koalition mit der Siumut unter Hans Enoksen ein, wobei Josef Motzfeldt zum Minister für Finanzen und Äußeres im Kabinett Enoksen I ernannt wurde. Bereits nach einem Monat zerbrach die Koalition und Josef Motzfeldt gab seinen Ministerposten ab. Schon im September 2003 zerbrach auch die Koalition aus Siumut und Atassut nach nur acht Monaten, woraufhin wieder Siumut und Inuit Ataqatigiit eine Regierung bildeten. Josef Motzfeldt wurde wieder Finanz- und Außenminister im Kabinett Enoksen III.
Bei der Wahl 2005 wurde er zum sechsten Mal in Folge ins Parlament gewählt. Diesmal einigten sich Siumut, Atassut und Inuit Ataqatigiit auf eine Dreierkoalition und Josef Motzfeldt wurde im Dezember 2005 erneut zum Finanz- und Außenminister im Kabinett Enoksen IV ernannt. Am 30. April 2007 warf Hans Enoksen die Inuit Ataqatigiit aus der Koalition und Josef Motzfeldt verlor seinen Ministeriumsposten. Anfang Juni 2007 trat Josef Motzfeldt nach fast 13 Jahren als Parteivorsitzender zurück, um einen Generationenwechsel zu ermöglichen. Kuupik Kleist, gegen den er 1994 noch per Los gewonnen hatte, wurde sein Nachfolger. Im November 2007 kandidierte Josef Motzfeldt wieder bei der Folketingswahl 2007, unterlag aber seiner jungen Parteikollegin Juliane Henningsen.

### Späte Jahre in der Politik
Auch bei der Parlamentswahl 2009 wurde Josef Motzfeldt wieder ins Inatsisartut gewählt, während die Inuit Ataqatigiit und Kuupik Kleist erstmals die Wahl gewinnen konnte. Josef Motzfeldt erhielt keinen Ministeriumsposten, wurde aber im Juni 2009 zum Parlamentsvorsitzenden ernannt, was er bis zum Ende der Legislaturperiode im April 2013 blieb. Nur einen Monat nach der Wahl zum Parlamentsvorsitzenden war jedoch ein Skandal entstanden, weil ein Umzugshelfer angab 0,15 g Haschisch in Josef Motzfeldts Wohnung gefunden zu haben, woraufhin die Siumut seinen Rücktritt forderte. Die Polizei konnte jedoch nicht genügend Beweise für eine Anklage finden. Nach der Legislaturperiode beendete Josef Motzfeldt 2013 seine politische Karriere im Alter von 71 Jahren.

### Ehrenämter
Josef Motzfeldt war von 1985 bis 1988, von 1991 bis 1999, sowie von 2007 bis 2009 Mitglied des Westnordischen Rats, und von 2009 bis 2010 sowie von 2012 bis 2013 war er dessen Präsident. Von 1989 bis 1992 war er außerdem im Inuit Circumpolar Council. Weiterhin war er von 1984 bis 1988, 1991 bis 1999 und 2003 bis 2007 Aufsichtsratsmitglied von Nunafonden, davon von 2003 bis 2005 als Vorsitzender. Von 1991 bis 1995 war er Aufsichtsratsmitglied bei Great Greenland. In derselben Periode war er Aufsichtsratsvorsitzender bei Royal Greenland, wo er von 2001 bis 2002 noch einmal im Aufsichtsrat saß. Von 1996 bis 1998 war er außerdem Aufsichtsratsvorsitzender bei South Greenland Tourism. Von 2001 bis 2009 saß er im Einrichtungskommittee für ein Wissens- und Informationszentrum in Igaliku. Von 2000 bis 2004 war er Obmann des Greenland Adventure Race, von 2005 bis 2007 Präsidiumsvorstand des Grönländischen Kunstmuseums und später Aufsichtsratsvorsitzender der Grönländischen Nationalgalerie.
Für seine Arbeit wurde er 1997 mit dem Nersornaat in Silber ausgezeichnet und 2013 mit dem in Gold.